# Alfred Geist
Alfred Geist (* 28. Novemberjul. / 10. Dezember 1863greg. in Riga, Gouvernement Livland, Russisches Kaiserreich; † 2. Oktober 1919 in Riga, Lettische SPR), mit vollem Namen Karl Alfred Geist, auch Alfred Karl Geist geschrieben, war ein deutsch-baltischer Pastor. Er gilt als evangelisch-reformierter Bekenner und ist auf dem Rigaer Märtyrerstein verzeichnet.
Die Datumsangaben in diesem Artikel richten sich, wenn nicht anders angegeben, für den Zeitraum bis 1918 nach dem julianischen Kalender.

## Leben

### Jugend, Ausbildung und Amtseinführung
Alfred Geist wurde in der Reformierten Kirche in Riga getauft. Von 1883 bis 1884 studierte er an der Kaiserlichen Universität Dorpat. Danach arbeitete er bis 1885 zunächst als Hauslehrer. Vom 5. Mai 1885 bis zum 5. Mai 1886 setzte er dann sein Studium in Heidelberg und Jena fort. Am 27. November 1887 wurde er ordiniert, danach war er bis 1888 Vikar in Moßbach in Sachsen-Weimar-Eisenach.
Palmsonntag, Karfreitag und Ostersonntag 1888 hielt er Bewerbungspredigten an der Reformierten Kirche in Riga. Am 15. Mai 1888 wurde er von der Gemeindeversammlung dieser Kirche mit Wirkung zum 1. Oktober zum Hilfsprediger gewählt.
Am 11. November 1890 hielt er die Festpredigt anlässlich des 150-jährigen Bestehens der reformierten Kirche zu Mitau.
Am 30. November 1890 trat Alfred Geist gemeinsam mit Gustav Cleemann der literärisch-praktischen Bürgerverbindung bei.
Zu Neujahr spendete er regelmäßig zu wohltätigen Zwecken.
Am 26. Januar 1892 um 13 Uhr assistierte er bei der Einweihung der renovierten Friedhofskapelle.
Am Sonntag, dem 19. Septemberjul. / 1. Oktober 1893greg., wurde er alleiniger Pastor der Reformierten Kirche, als sechster reformierter Pastor Rigas. Er betrat gemeinsam mit seinem Vorgänger, Pastor August Iken, und Pastor Kurnatowski aus Mitau die Kirche und betete kurz am Altar. Dann stellte sich Geist zwischen die Vorsteher der Gemeinde. Iken hielt die Einführungsrede zu den Worten Jesu an Petrus: „Simon Johanna, hast Du mich lieb?“ (Joh 21,15-17 ). Kurnatowski begrüßte ihn in der Pastorenschaft. Geist predigte dann über 1 Kor 11,3 . Am Ende gratulierte ihm die Gemeinde.

### Nebentätigkeiten
Als Pastor der Reformierten Kirche Rigas bemühte sich besonders Alfred Geist erfolgreich um die innerevangelische Ökumene mit den Rigaer Lutheranern unter Wahrung der jeweils eigenen, gegenseitig respektierten Identität. Außer um seine Rigaer Gemeinde machte sich Geist um die Reformierte Kirche ganz Russlands verdient. So brachte er den Zusammenschluss der wenigen, im ganzen Land verstreuten evangelisch-reformierten Pastoren auf den Weg und bemühte sich auch weiter um diesen Verbund.
Am 1. Dezemberjul. / 13. Dezember 1899greg. heiratete er in Riga Martha Ottilie Wagner (* 1862).
Um 1903 bat die Rigasche Reformierte Gemeinde das Generalkonsistorium in Sankt Petersburg, auch das reformierte geistliche Mitglied des livländischen Konsistoriums, nämlich Geist, an seinen Sitzungen teilnehmen zu lassen. Das Gesuch wurde an das Innenministerium weitergeleitet. Erst im Februar 1906 kam die entsprechende Erlaubnis, so dass Geist Anfang März 1906 erstmals an einer solchen Sitzung teilnehmen konnte.
Geist war Präses des Evangelischen Jünglingsvereins zu Riga.
In den Jahren 1907 bis 1911 hielt er alljährlich Ansprachen anlässlich des Geburtstags des deutschen Kaisers Wilhelm II. bei der reichsdeutschen Kolonie.
Am 29. Januar 1909 explodierte die Petroleumküche seines Hauses. Seine Köchin, Marie Oseedataj, erlitt dabei lebensgefährliche Brandverletzungen an Armen, Gesicht und Brust.
Am 5. Dezember 1912 trat er in den Vorstand der deutschen Kinderfürsorge des St. Johannisvereins, Abteilung Riga, ein.
Am 19. März 1914 wurde er auf der reich besuchten Vorstandssitzung der Ortsgruppe Riga des Deutschen Vereins, in dem alle Deutsch-Balten Livlands zusammengeschlossen waren, einstimmig zu deren Präses gewählt.
Während des Ersten Weltkrieges war er Geschäftsführer des Rigaer Hilfskomitees, welches das Evangelische Feldlazarett mit Geld- und Materialspenden der Bevölkerung belieferte.
Geist führte die evangelisch-reformierten Litauer in Riga zu einer Gemeinde zusammen. Um auch diese angemessen betreuen zu können, lernte er trotz seines fortgeschritteneren Alters Litauisch, so dass er nun außer in deutscher Sprache auch Gottesdienste in litauischer Sprache ausrichtete.
Ferner war Geist schulisch engagiert. In der Hauptsache aber bemühte er sich um seine deutschsprachige evangelisch-reformierte Gemeinde, wobei er die Ideale Emil Sulzes bezüglich der Gemeindearbeit vertrat. In 30 Jahren verwuchs er immer mehr mit seiner Gemeinde.

### Während des Lettischen Unabhängigkeitskrieges
Während des Lettischen Unabhängigkeitskrieges rückten die Bolschewiki auf Riga vor. In dieser Situation sagte Alfred Geist:

„Ich weiche nicht von meinem Posten und trage mit meiner Gemeinde das Geschick bis zum Äußersten.“

Nur wenige Familien seiner Gemeinde blieben zurück. Er blieb nur noch wenige Wochen in Freiheit, die er nutzte, um seine Gemeindeglieder zu besuchen, ihnen Rat zu geben, sie zu trösten und ihnen zu helfen. Die Bolschewiki veranstalteten mehrere Hausdurchsuchungen bei Geist.

### Haft
Am 19. März 1919 wurde Alfred Geist gemeinsam mit seinem 16-jährigen Sohn schließlich verhaftet. Der Pastor wurde von den Bolschewiki außerhalb der Stadt im Rigaer Zentralgefängnis inhaftiert, zunächst gemeinsam mit seinem Amtsbruder Erhard Doebler. Hier waren alle Geiseln der Bolschewiki inhaftiert. Abwechselnd mit Doebler hielt Geist Andachten für die Mitgefangenen. Auf einem Zettel fand man später die Perikopen vermerkt, über die er dabei gepredigt hatte:
- Psalm 69 (Ps 69,1-37 LUT)
- 1 Petr 5,6-11 LUT
- Psalm 3 (Ps 3,1-9 LUT)
- Mt 16,21-24 LUT
- 2 Kor 6,4-10 LUT
- Psalm 50 (Ps 50,1-23 LUT)
- Psalm 1 (Ps 1,1-6 LUT)
- Psalm 2 (Ps 2,1-12 LUT)
- Psalm 14 (Ps 14,1-7 LUT)
- Psalm 15 (Ps 15,1-5 LUT)
- weitere Stellen

Die Psalmen studierte er gemeinsam mit Doebler im hebräischen Original. Immer wieder erzählte er seinen Mitgefangenen von seiner Reise nach Palästina.
Am 29. März wurde sein Sohn aus der Haft entlassen. Alfred Geist blieb als angeblicher Konterrevolutionär in Geiselhaft, aus der er seiner Frau nur zwei Zettel zukommen lassen konnte, ehe sie und die anderen Kinder ebenfalls ins Gefängnis gebracht wurden. Er beklagte sich in diesen Nachrichten nicht, bat aber darum, dafür zu sorgen, dass die Gemeinde in der Karwoche Gottesdienst und Abendmahl feiern könne.
Die litauische Gemeinde versuchte erfolglos, ihren Pastor zu befreien. Dies führte dazu, dass er aus der vergleichsweise luftigen Zelle in einen Kerker im Keller verlegt wurde. Hier war er gemeinsam mit Dieben inhaftiert. Diese stahlen ihm das verbleibende Essen und zerrissen seine Kleidung. Gemeinsam mit den Dieben musste er nun in Ringmundshof Zwangsarbeit leisten, indem er Holz in Waggons verladen musste.

### Fleckfieberinfektion
Unterernährt wie sie waren, lehnten die Diebe die Zwangsarbeit ab. Die Strafe, die Geist teilen musste, bestand darin, dass sie in einen Frachtwaggon gesperrt wurden. Darin befand sich auch ein junger russischer Gutsbesitzer, der an Fleckfieber litt. Der Wagen war mit Ungeziefer verseucht, so dass auch Alfred Geist infiziert wurde.
Er litt an Fieber, als er wieder ins Zentralgefängnis zurückgebracht wurde, wo er außer Doebler auch die Pastoren August Eckhardt und Eberhard Savary antraf. Schließlich teilte er die Zelle auch mit den Pastoren Hermann Bergengruen und Theodor Hoffmann. Nach der Zeit mit Kriminellen betrachtete er die Gesellschaft, die er jetzt genoss, als „paradiesisch“. Ungeachtet seiner Fiebererkrankung musste Geist nun auf dem ausgedehnten Waldfriedhof arbeiten. Er benutzte einen Ast, den er gefunden hatte, als Krücke, um unter Mühen wieder ins Gefängnis zurückzugelangen.
Am Morgen des 22. Mai hatte sich Geists Zustand so sehr verschlechtert, dass er in das Gefängnislazarett gebracht wurde. Zum Abschied segneten die anderen Pastoren ihn. Das Gefängnis stand an diesem Tag kurz vor der Erstürmung durch einen Stoßtrupp der Baltischen Landeswehr, wovon die Gefangenen nichts wussten.
Geist phantasierte im Fieber und hörte am Nachmittag Schüsse. Tatsächlich wurden 33 Gefangene, darunter Doebler, Bergengruen, Hoffmann, Eckhardt und Savary, kurz vor dem Rückzug der Bolschewiki aus Riga auf den Gefängnishof geführt und dort erschossen.

### Befreiung und Tod
Die Baltische Landeswehr brach mit einem Panzerwagen in den Gefängnishof durch und befreite die Überlebenden, darunter Alfred Geist.
Er wurde in das Stadtkrankenhaus eingeliefert; außer an dem Fleckfieber litt er nun auch noch unter einer Lungenentzündung, die vorübergehend geheilt werden konnte. Durch die Unterernährung und eine Herzschwäche, die sich durch das Fieber eingestellt hatte, blieb der Gesundheitszustand aber sehr schlecht. Über Monate hinweg litt er unter Fieber und es bildete sich wieder eine Lungenentzündung aus. Auf dem Krankenlager blickte er positiv auf die Gefangenschaft zurück, da sie, wie er meinte, durch die Tapferkeit und die Freundschaft der anderen Pastoren, deren Tod ihm sehr nahe ging, aufgewertet wurde. Oskar Schabert kommentiert in seinem Baltischen Märtyrerbuch Alfred Geists Haltung zu seiner Gefangenschaft mit Kol 1,24 : „Ich freue mich in meinem Leiden, das ich für euch leide, und erstatte an meinem Fleisch, was noch mangelt an Trübsalen in Christo, für seinen Leib, welcher ist die Gemeinde.“
Mit seinen letzten Worten, die er nur mit Mühe hervorbringen konnte, äußerte Geist einen Liedwunsch:
Fortgekämpft und fortgerungen,

bis zum Lichte durchgerungen,

muss es, müde Seele, sein.
Die letzten fünf Tage konnte er weder sprechen noch sich bewegen, bis er am 2. Oktober 1919 als eines der letzten Opfer an den Folgen der Fleckfieberinfektion, die unter den Gefangenen gewütet hatte, starb.
Als Text für seine Beerdigung hatte er Ps 116,13  gewählt: „Ich will den Kelch des Heils nehmen und des Herrn Namen predigen.“ Die Gemeinde äußerte an seinem Grab ihren Dank für seinen Dienst. Propst Erdmann sprach als Vertreter der evangelisch-lutherischen Pastorenschaft und drückte seine Dankbarkeit für Geists Bemühungen um die innerevangelische Ökumene als Einheit in Respekt vor der Verschiedenheit aus.

## Beerdigungen lokaler Prominenter
Am 1. August 1894 hielt Alfred Geist eine Ansprache bei der Beerdigung des Stadtverordneten Alexander Jestanowitsch.
Am 5. September 1896 beerdigte er den damals bekannten Professor Gustav Kieseritzky.
Am 18. Januar 1899 um 15 Uhr sprach er vor 10.000 Personen bei der Beerdigung Conrad Butterwecks, der sich um das Theater und in vielen Vereinen verdient gemacht hatte.
Am 25. März 1899 hielt er die Trauerrede für seinen Vorgänger August Iken über Eph 4,15.
Am 18. Januar 1906 beerdigte er den damals in Riga bekannten Französischlehrer Staatsrat Cortésy, der unter tragischen Umständen zu Tode gekommen war.
Am 16. Januar 1907 um 14 Uhr richtete er die Beerdigung des Kirchenvorstehers Otto von Irmer aus. Die Trauerrede hielt er über Röm 12,12: „Seid fröhlich in Hoffnung, geduldig in Trübsal, haltet an am Gebet.“
Am 12. Oktober 1908 um 16 Uhr 15 sprach er Dankworte im Namen der reformierten Gemeinde für den ehemaligen Kreislehrer Karl August Teich, welcher der Gemeinde ab 1862 als Organist gedient hatte, bei dessen Beerdigung.
Am 16. April 1909 leitete Geist die Beerdigung Heinrich Scheels, der durch seine Tätigkeit beim Technischen Verein und der Liedertafel bekannt geworden war.
Im Oktober 1911 beerdigte er Friedrich Pilzer, einen bekannten Mitarbeiter der „Rigaschen Zeitung“.
Am 15. November um 13 Uhr beerdigte er den bekannten Professor C. Lovis.

## Werke
- Das Hilfskomitee in Riga in Ernst Gelderblom: Erster Bericht über die Tätigkeit des Komitees im Weltkrieg 1914, Petrograd 1915[67]

## Nachleben
Alfred Geist ist auf dem Rigaer Märtyrerstein verzeichnet.
Am Sonntag, dem 1. Oktober 1939 um 11 Uhr, fand in der Großen Friedhofskapelle ein Gedächtnisgottesdienst der reformierten Gemeinde Rigas für Alfred Geist unter Leitung von Pastor Abramowski statt. Anschließend wurde ein Kranz an seinem Grab niedergelegt. Die Kollekte war für einen Gedenkstein zu seinen Ehren bestimmt.